# 1089.
◄ | 10. stoljeće | 11. stoljeće | 12. stoljeće | ►
◄ | 1050-ih | 1060-ih | 1070-ih | 1080-ih | 1090-ih | 1100-ih | 1110-ih | ►
◄◄ | ◄ | 1086. | 1087. | 1088. | 1089. | 1090. | 1091. | 1092. | ► | ►►
Arhitektura • Astronomija • Knjige • Književnost • Kršćanstvo • Medicina • Pravo • Promet • Znanost

## Događaji
- Stjepan II. Trpimirović na silu izvučen iz samostana i proglašen za hrvatskog kralja

## Smrti
- Dmitar Zvonimir, hrvatski narodni vladar

## Vanjske poveznice
|  | Zajednički poslužitelj ima još gradiva o temi 1089. |